# バイオハザード ディジェネレーション
『バイオハザード ディジェネレーション』（Resident Evil: Degeneration）は、カプコンのサバイバルホラーゲーム『バイオハザードシリーズ』を原案としたフルCG映画、およびそれを元にした携帯電話ゲーム。

## 概要
本作の物語は『バイオハザード2』（以降、『2』）から直に続く内容となる。時系列としては『バイオハザード4』（以降、『4』）と『バイオハザード5』（以降、『5』）の間に位置し、『バイオハザード リベレーションズ』と同年にあたる。『5』に登場する新企業「トライセル」がわずかながら登場し、『5』へつながる要素も含まれている。
デジタル・フロンティアによるCGアニメ制作に際し、主人公のレオン・S・ケネディら登場人物たちのキャラクターデザインは、アニメーターの恩田尚之が担当した。監督の神谷誠は、『ディノクライシス』のムービーパートを担当した縁で本作も担当することとなった。
公式サイトでは4種類の予告編映像と大まかなストーリー、製作者ブログ、スクリーンショットなどが紹介されている。
2008年10月18日から同年10月31日まで期間限定で劇場公開され、同年12月26日にDVD版、BD版、UMD版が発売された後、2010年8月25日にDVD版とBD版のレンタルが開始された。なお、映像特典についてはセル版もレンタル版も共通。UMD版には予告編のみが収録されているが、DVD版やBD版にはそれに加えてメイキング映像やギャグ映像などの映像や設定資料が多数収録されている。
全国3館での2週間限定公開だったが、動員3万3000人、興行収入4300万円を達成し、DVDとBDは全世界で累計160万本以上を出荷した。この大ヒットを受け、続編『バイオハザード ダムネーション』の製作開始が2010年9月14日に発表された。

## ストーリー
1998年夏、アメリカ合衆国中西部の工業都市ラクーンシティでバイオハザードが発生した。国際的巨大製薬企業アンブレラが開発したT-ウイルスが研究所から漏洩し、それに感染した市民が次々とゾンビ化していったのだ。この事態を重く見たアメリカ政府は、「滅菌作戦」と称した核ミサイル攻撃をラクーンシティへ行う。攻撃を受けたラクーンシティは跡形もなく消し飛び、地上から消滅した。
この件が元で政府から業務停止命令を下されたアンブレラ社は世界中で株が暴落し、事実上崩壊した。しかし、これを機にt-ウィルスはテロリストたちの手へ渡り、バイオテロに利用されることとなってしまう。
2005年、ラクーンシティからの生還者であるレオン・S・ケネディとクレア・レッドフィールドは、別々の道を歩みながらバイオテロ撲滅のための戦いを続けていた。レオンは大統領直轄のエージェントとなって極秘任務をこなす日々を送り、ヨーロッパの山村へ誘拐された彼の令嬢を救出するなどの確かな実績を残していた。クレアはNGO「テラセイブ」に所属し、世界中を飛び回ってバイオテロや薬害の被災者救済に尽力していた。
一方、製薬業界では巨大製薬企業ウィルファーマ社が力を付け始めていた。上院議員ロン・デイビスは、ウィルファーマ社の研究所をアメリカ中西部の工業都市ハーバードヴィルへ誘致する。しかし、ハーバードヴィルではラクーンシティの惨劇の再来を懸念した地元住民が、誘致反対のデモを起こしていた。
そんなある日、ハーバードヴィル空港へ降り立ったクレアは、利用客たちの中に1人のゾンビを発見した。そのゾンビに噛まれた空港警察官を皮切りに次々と感染者が増大し、空港は大パニックとなる。一方、ハーバードヴィルへ向かって飛行中の旅客機の中でも感染者が発生した結果、旅客機は滑走路への着陸に失敗してロビーへ激突し、爆発炎上してしまう。まもなく、旅客機からは乗員や乗客が次々と姿を現すが、彼らは皆ゾンビ化していた。この事態に際し、クレアは居合わせたデイビスや知人の姪のラーニー・チャウラーといった生存者たちと共に、空港の一室へ立てこもることとなる。
同じ頃、政府へはテロリストからの犯行声明が届いていた。テロリストの要求は、7年前に政府が隠蔽したラクーンシティ消滅事件の真相を、大統領が公表すること。この要求が拒否された場合は、T-ウィルスをアメリカ中へ撒き散らすというのだ。この事態を重く見た大統領は、直轄のエージェントであるレオンをハーバードヴィルへ向かわせる。
レオンはハーバードヴィルへ到着すると、地元警察の特殊部隊「SRT（Special Responce Team）」隊員のアンジェラ・ミラーやグレッグ・グレンと合流し、完全封鎖された空港から生存者たちを救出するべく作戦を練る。やがて、レオンたちは空港の屋上から侵入するが、中はゾンビの巣窟と化していた。

## 登場人物
詳細は、バイオハザードシリーズの登場人物やリンク先の個別項目を参照。声優名は、英語版/日本語吹き替え版。

### 合衆国エージェント
レオン・S・ケネディ
声：ポール・メルスィエ / 山野井仁
本作の男性主人公。アメリカ大統領直属のエージェント。28歳。
7年前、新人警官としてラクーンシティを訪れた際にバイオハザードに巻き込まれたが、クレアと共に辛くも生還した。そのため、t-ウィルスやG-ウィルスの脅威について非常に詳しい。1年前『4』にヨーロッパの山村へ誘拐された大統領令嬢を救出して以来、大統領からは絶大な信頼を受けている。
本作では「SRT」の助っ人としてハーバードヴィル空港の人命救助に参加し、そこでクレアと再会する。なお、その際には『2』での初対面時と同じく「しゃがめ!!」の第一声を放つ場面がある。
イングリット・ハニガン
声：サリー・サフィオッティ / 杉本ゆう
レオンと同じくホワイトハウス直属の諜報部に所属する女性。ゲーム『4』や『6』、本作の続編である『DM』にも登場する。通信を介してレオンをサポートする。

### NGO「テラセイブ」関係者
クレア・レッドフィールド
声：アリソン・コート / 甲斐田裕子
本作の女性主人公。NGO「テラセイブ」の一員。26歳。世界を飛び回り、バイオテロや薬害の被害者救済に尽力している。
大学時代、兄のクリス・レッドフィールドを探してラクーンシティを訪れた際にバイオハザードに巻き込まれたが、レオンと共に辛くも生還。さらにその3か月後には、ロックフォート島と南極でのバイオハザードにも巻き込まれ、生還している。そのため、レオンと同じくt-ウィルスやG-ウィルスの脅威について非常に詳しい。
本作では空港でのバイオテロに巻き込まれ、そこでレオンと再会する。なお、空港では護身のためにアンブレラ社のロゴと同じ紅白2色に彩られたパラソルを手にしたクレアが、「ふ、これとはね…」と苦笑する場面がある。
ラーニー・チャウラー
声：ミシェル・ラフ / 矢島晶子
空港でクレアに懐いた少女。8歳。
インドで行われたウィルファーマ社の臨床実験で両親が犠牲になり、アメリカ在住の叔母へ引き取られた。叔母がデモ活動へ参加するためにハーバードヴィルを訪れていたところ、クレアと共に空港でのバイオテロに遭遇する。
本作以降、直接的な登場こそはないものの、その後もクレアとは交流があるようであり、『バイオハザード6』にて確認できるファイルにてシェリー・バーキンがクレアがアメリカに帰国した際、クレア宛のメールに彼女に連絡を取ることを伝える旨の内容から、シェリーとも交流があることなどがうかがえる。
ラーニーの叔母
テラセイブの一員であり、インド出身。
インドでの臨床実験で家族を失ったラーニーを引き取り、親代わりとなっている。ウィルファーマ社の研究施設誘致反対のデモに参加するために、ラーニーと共にハーバードヴィル空港を訪れる。
カーティス・ミラー
声：ロジャー・クレイグ・スミス / 小山力也
元テラセイブの一員にして、今作のバイオテロの実行犯。35歳。
アンジェラの実兄であり、ラクーンシティ消滅事件で妻子を失った後にフレデリックから事件の真相を聞き、空港でのバイオテロを実行する。終盤には自身にG-ウィルスを投与し、G-カーティスと化す。

### 特殊部隊「SRT」
アンジェラ・ミラー
声：ローラ・ベイリー / 安藤麻吹
本作のヒロイン。地元警察の特殊部隊「SRT」の隊員で、カーティスの妹。29歳。ブロンドのロングヘアーと抜群のスタイルを持つ美女。
出身地ハーバードヴィルの治安を守る仕事に誇りを持つ軍人風の男勝りな性格だが、カーティスが関わると複雑な心境を見せる。カーティスが空港でのバイオテロに絡んでいることを知り、彼を止めようと奔走する。
グレッグ・グレン
声：スティーヴン・ブルーム / 竹田雅則
「SRT」の隊員で、アンジェラの同僚。28歳。
救助部隊としてレオンに同行するが、当初は彼を部外者と見なして警告を無視した挙句、危機に陥るという失態を犯す。その後は自らの慢心を反省してレオンに協力するが、作戦中にゾンビに噛まれてゾンビ化してしまう。最期は自己犠牲精神を貫き、自分を見捨てて逃げるよう仲間に忠告した。

### ウィルファーマ社関係者
ロン・デイビス上院議員
声：マイケル・ソリッチ/広瀬正志
ハーバードヴィルにウィルファーマ社の研究所を誘致した、地元出身のアメリカ上院議員。56歳。普段からシークレットサービスを引き連れて、批判者を寄せ付けないようにしている。
「繁栄は犠牲の上に成り立つ」という考えを持ち、ラクーンシティ消滅事件やラーニーの両親が死亡したウィルファーマ社の臨床実験も必要悪と見なしている。自己中心的な性格で、空港から脱出する際に他の生存者を置き去りにして、自らが先に助かろうとしたほど。また、その際にラーニーをゾンビの群れの前に突き落としてしまい、彼女を命の危険に晒した。その上、脱出後にラーニーを口汚く罵るような発言をしたため、これを耳にしたクレアから強烈な平手打ちを頬に食らった。
フレデリック・ダウニング
声：クリスピン・フリーマン / 江原正士
ウィルファーマ社の主席研究員であり、今作におけるバイオテロ事件の黒幕。立ち振る舞いはイギリス紳士風で、礼儀正しい。44歳。
元はアンブレラ社の研究員であり、ラクーンシティから脱出する際に持ち出したt-ウィルスからt-ワクチンを開発。バイオテロの被害者救済のため、そのt-ワクチンを搭載したトラックを引き連れて空港を訪れる。
裏ではテロリストへt-ウィルス、t-ワクチン、G-ウィルスのデータを渡し、カーティスを唆してグランデ将軍へのt-ウィルスの販売デモンストレーションとして空港でのバイオテロを発生させる。

### その他
上院議員秘書官
デイビスの秘書官である男性。バイオハザードの際にデイビスを見捨てて逃げ出して行方不明となるが、後にレオンたちと合流し、生還を果たす。
空港女性職員
ハーバードヴィル空港に勤める女性職員。デイビスにコーヒーを差し出すが、「泥水」と評される。バイオハザードに巻き込まれ、クレアやラーニー、デイビスと共に籠城していたが、レオンたちと合流し、生還を果たす。
ミゲル・グランデ将軍
「テロ支援国家」に指定されている中央アジアの軍事独裁国家「バジリブ共和国」の将軍。フレデリックからt-ウイルスとワクチンを買い取った。

## 登場クリーチャー
詳細は、リンク先の個別項目を参照。
ゾンビ / 活性死者
空港内や飛行機内、ウィルファーマ社研究所内の人々がt-ウィルスに感染し、変異したクリーチャー。急激な新陳代謝の影響で動く死体のような外見に変貌して生者の肉を求め、徘徊する。普段の動作は緩慢だが、生者を襲う際には俊敏に動く。部位に関係なく一定量のダメージを受ければ死ぬゲーム版とは違い、頭部以外にダメージを受けても死なない。
バーキンG
『2』に登場したクリーチャーの1つ。クレアの回想シーンにのみ登場。
G-カーティス
施設の爆破に巻き込まれて重傷を負ったカーティスが、延命のために自らにG-ウィルスを注入して変異した姿。
第1形態
巨大化した体躯、右肩に出現した巨大な眼球、右手から伸びた巨大な爪など、外見はバーキンG第1形態と酷似しており、左半身はまだカーティスの面影を多く残している。海兵隊の小隊と交戦してほぼ全滅させるもレオンの策によって瓦礫の下敷きになり、沈黙する。
第2形態
瓦礫の下敷きになったカーティスが、さらに変異した姿。身長はさらなる巨大化で約4メートルにまで達したほか、左半身や頭部も変異してカーティスの面影は完全に消失している。長い尾が生えており、巻き付けて天井にしがみついたりもする。右腕を払うだけでレオンを10メートル以上も吹き飛ばす怪力と、施設の爆破にもほぼ無傷で耐える耐久力を併せ持つ。
生き延びた海兵隊兵士3人を殺害した後、遺伝子情報が近いアンジェラを繁殖に利用するために追い詰めるが、彼女に実家から持ち出されていた家族写真を拾ったことで一時的にカーティスとしての自我を取り戻し、アンジェラに逃げるよう促して完全に自我を失う。その直後、足場のコンテナごと落下してなおアンジェラに尾を巻き付けてぶら下がるが、レオンに頭部を撃たれて怯み、奈落へ落下した。エンディング後、亡骸の一部はトライセルへ回収された。
タイラント
携帯電話ゲーム版にのみ登場。空港内でレオンたちに襲いかかる。

## スタッフ
- 監督：神谷誠
- プロデューサー：小林裕幸
- 共同プロデューサー：植木英則
- 製作総指揮：辻本春弘
- 脚本：菅正太郎
- キャラクターデザイン：恩田尚之
- CGプロデューサー：豊嶋勇作
- CG監督：土井淳
- CG制作：デジタル・フロンティア
- 音楽：高橋哲也
- 音響監督：鶴岡陽太、メアリー・エリザベス・マクグリン（英語版）
- 音響デザイン：笠松広司
- 字幕版翻訳：浅野倫子
- 原作：カプコン
- 製作：バイオハザードCG製作委員会（カプコン、ソニー・ピクチャーズ エンタテインメント）
- 配給：ソニー・ピクチャーズ エンタテインメント

## ゲーム
本作を基にした携帯電話ゲームがカプコンより発売されている。対応機種はdocomo・auのフィーチャーフォン、iOS。また、一部のシャープ製のAndroid端末には、3D（立体視）対応版がプリインストールされている。Windows Mobile版も開発されていたが、こちらは未発売に終わった。
ゾンビが登場するほか、映画に登場しなかったタイラントも登場する。
映画の制作とほぼ並行して開発され、空港からの脱出部分がゲーム化されている。構想段階では映画の中盤まで入れる予定だったが、物語は映画に任せて空港を拡張した形でのゲーム化となった。そのため、映画では描かれなかった激突後の旅客機内も、ステージとして登場する。
ゲーム化部分である「シナリオモード」のクリア後には、制限時間内にクリーチャーを倒してそのスコアを競う「マーセナリーモード」もプレイできるようになる。

## 書籍
バイオハザード ディジェネレーション ビジュアル＆シナリオアーカイブ
2009年1月28日にカプコンから発売された。本作の公式アートブックであり、英語・日本語を併記したシナリオ、スタッフへのインタビュー、設定資料集、ジャケットデザイン集などが収録されている。ISBN 9784862332059